# Tervasaari (ö i Petäjävesi, Ylä-Kintaus)
Tervasaari är en ö i Finland. Den ligger i sjön Ylä-Kintaus och i kommunen Petäjävesi i den ekonomiska regionen  Jyväskylä  och landskapet Mellersta Finland, i den centrala delen av landet, 240 km norr om huvudstaden Helsingfors. Öns area är 2,2 hektar och dess största längd är 240 meter i nord-sydlig riktning.